# Anthurium llewellynii
Anthurium llewellynii är en kallaväxtart som beskrevs av Thomas Bernard Croat. Anthurium llewellynii ingår i släktet Anthurium och familjen kallaväxter. Inga underarter finns listade.